# Telltale (LCG Entertainment)
LCG Entertainment, Inc. (торговые названия Telltale и Telltale Games)  — американская компания, издатель и разработчик компьютерных игр и правопреемник Telltale, которая закрылась в октябре 2018 года. Была основана 27 декабря 2018 года Джейми Оттилли и Брайном Уоддлом; основной офис располагается в городе Малибу. LCG Entertainment смогла получить права на большую часть оригинальной интеллектуальной собственности Telltale, включая брендинг, игры и игровые лицензии.

## История
Компания LCG Entertainment была основана 27 декабря 2018 года, её возглавили Джейми Оттили (исполнительный директор) и Брайан Уоддл (финансовый директор). В феврале 2019 года компания начала переговоры с Sherwood Partners, Inc., занимавшейся ликвидацией обанкротившейся Telltale, о приобретении большей части оставшихся лицензий и игр Telltale. Переговоры длились более шести месяцев, что осложнялось количеством компаний, участвующих в правах интеллектуальной собственности. LCG Entertainment получила ряд инвестиций, чтобы гарантировать покупку, в том числе в Athlon Games и представителей индустрии видеоигр Криса Кингсли, Лайла Холла и Тобиаса Шегрена.
28 августа 2019 года LCG Entertainment смогла приобрести несколько ключевых активов Telltale и перезапустила компанию, приняв бренд «Telltale Games» в качестве торгового наименования. Офис компании разместился в Малибу, Калифорния. В то время как лицензии на некоторые игры, включая The Walking Dead и Stranger Things, были возвращены первоначальным владельцам, новая Telltale сохранила права на The Wolf Among Us и Batman, а также Puzzle Agent. 3 сентября 2019 года в цифровые магазины вернулись убранные ранее игры: The Wolf Among Us, Batman, Puzzle Agent, Hector: Badge of Carnage. 12 декабря 2019 года совместно с AdHoc Studio и WB Games было объявлено о разработке The Wolf Among Us 2.

## Игры
| Год  | Название                       | Платформы                                                        | Разработчик                  | Издатель | Ссылки |
| ---- | ------------------------------ | ---------------------------------------------------------------- | ---------------------------- | -------- | ------ |
| 2019 | Batman: Shadows Edition        | Windows, Nintendo Switch, PlayStation 4, Xbox One                | Telltale Games               | Telltale | [ 6 ]  |
| 2023 | The Expanse: A Telltale Series | Windows, Playstation 4, PlayStation 5, Xbox One, Xbox Series X/S | Telltale Games, Deck Nine    | Telltale | [ 7 ]  |
| TBA  | The Wolf Among Us 2            | Windows, Playstation 4, PlayStation 5, Xbox One, Xbox Series X/S | Telltale Games, AdHoc Studio | Telltale | [ 8 ]  |